# 아인토프

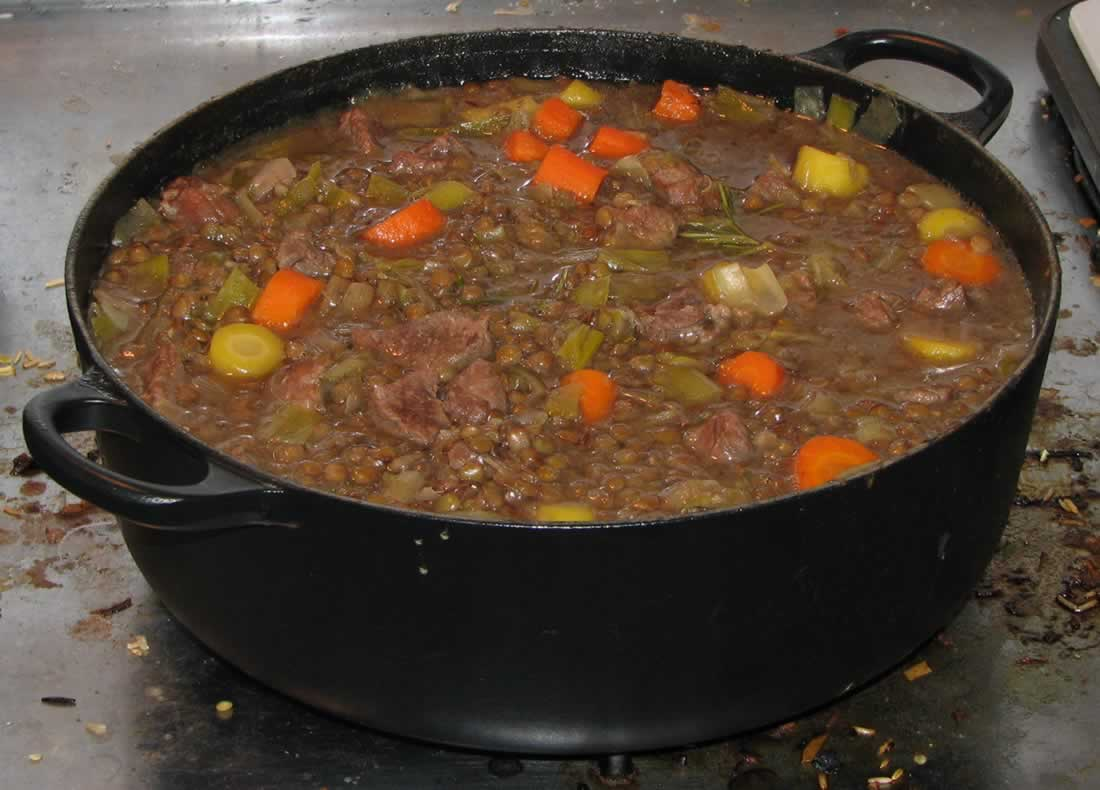

아인토프(Eintopf)는 독일의 수프 요리이다.
토마토 등으로 만든 국물에 소시지, 감자, 당근, 양파 등을 넣어 삶는다. 식당보다는 포장마차에서 볼 수 있다.